# Poziom utrzymania pojazdu kolejowego

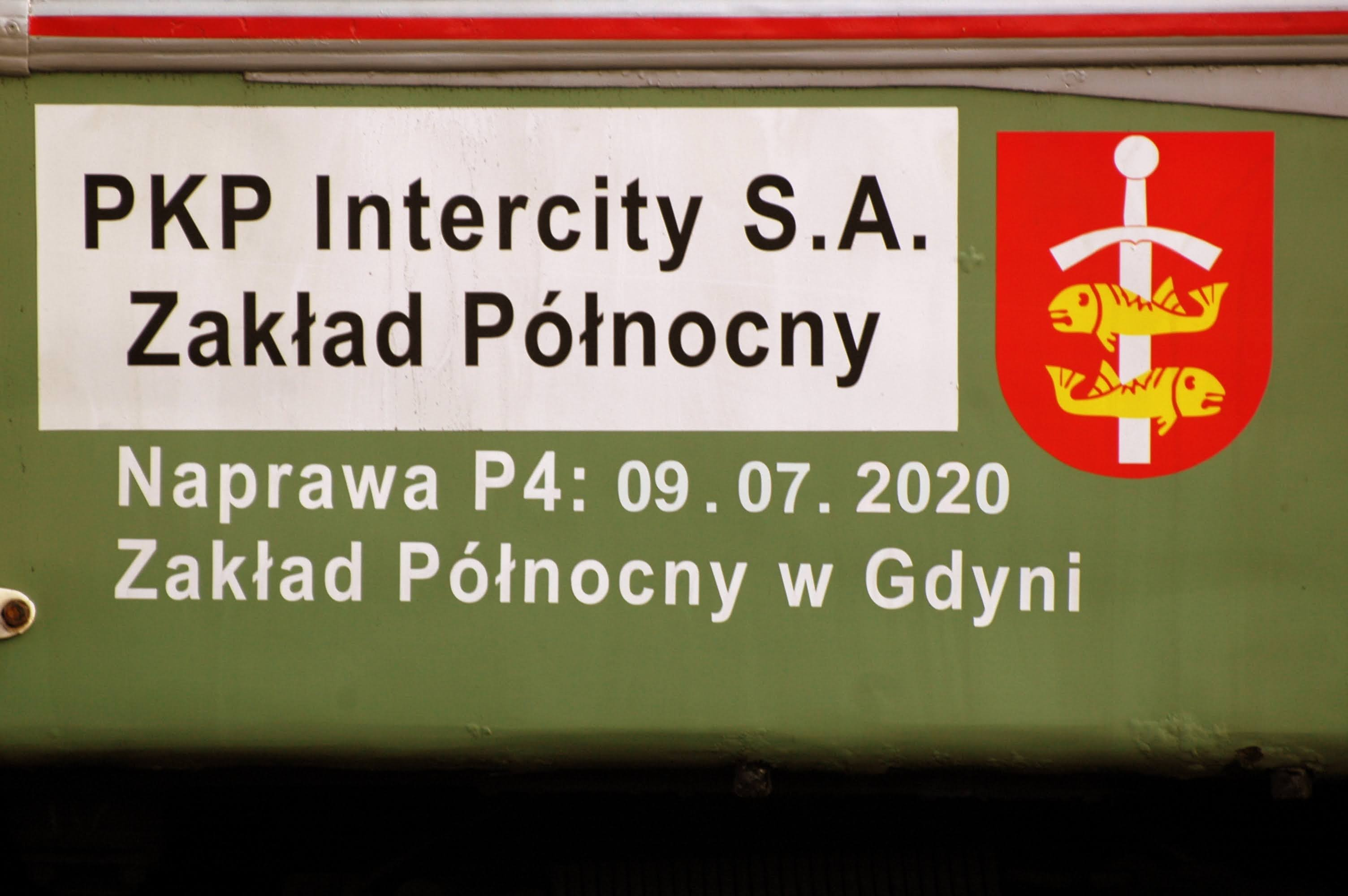
Informacja na lokomotywie o naprawie P4

Poziom utrzymania pojazdu kolejowego – zespół czynności utrzymaniowych wykonywanych na pojeździe kolejowym.
Wyróżnia się następujące poziomy utrzymania:
- P1 – planowe czynności sprawdzające wykonywane przed wyjazdem pojazdu na linię, w czasie jazdy lub po zakończeniu kursu, zaopatrzenie w materiały eksploatacyjne, ocena głównych podzespołów i układów pojazdu
- P2 – planowe czynności sprawdzające wykonywane bez demontażu podzespołów w przerwach w eksploatacji pojazdu
- P3 – czynności utrzymaniowe, wykonywane na specjalistycznych stanowiskach kontrolnych, z wyłączeniem pojazdu z ruchu, z częściowym demontażem podzespołów
- P4 – czynności utrzymaniowe w zakładach posiadających zaplecze techniczne i stanowiska pomiarowe, obejmujące planową wymianę lub naprawy podzespołów
- P5 – odnowienie pojazdu, obejmujące demontaż podzespołów oraz ich wymianę na nowe lub zregenerowane